# Eddie Safranski
Edward Safranski (Pittsburgh, Pensilvania, 25 de diciembre de 1918 - Los Ángeles, California, 10 de enero de 1974) fue un contrabajista, compositor y arreglista estadounidense de jazz.

## Trayectoria
Comienza su carrera en 1937, con la banda de Marty Gregor y, más tarde, con Hal McIntyre, para quien realiza arreglos. Después se incorporará sucesivamente a las big bands de Stan Kenton (1945-1948) y Charlie Barnet, con el que permanece dos años. En la banda de Kenton, comparte la sección rítmica con Shelly Manne. A partir de los años 1950, se dedica sobre todo a la realización de arreglos para radio y televisión, actuando también como instrumentista en diversos programas, entre los que destaca el "Tonight Show", donde formó parte de la orquesta que dirigía Arturo Toscanini. 
Actúa esporádicamente con pequeños combos, o en formato de trío, junto a Billy Bauer, aunque en 1969 de traslada a California, dedicándose casi por completo a la música para estudios de cine. Fallece de un ataque al corazón.

## Estilo
Su estilo se caracterizaba por una velocidad de digitación muy poco usual en la época, y una preferencia por los agudos que tuvo gran repercusión en los contrabajistas posteriores.